# Morti nell'854
| Questa pagina contiene informazioni ricavate automaticamente dalle voci biografiche con l'ausilio del template Bio e di un bot. L'aggiornamento è periodico e automatico e ricostruisce completamente la pagina. Se manca una persona in questa lista, sei pregato di non aggiungerla, ma accertati piuttosto che la sua voce biografica contenga il template Bio e che i dati anagrafici siano correttamente compilati. Se il template Bio manca, inseriscilo tu stesso o, in alternativa, metti l'avviso {{tmp\|Bio}} che ne segnala la mancanza. Se i dati riportati sono sbagliati, correggi direttamente la voce biografica; le modifiche saranno visibili in questa lista entro pochi giorni. Per chiarimenti vedi il progetto biografie. La lista contiene solo le 7 persone che sono citate nell'enciclopedia e per le quali è stato implementato correttamente il template Bio. Pagina aggiornata al 26 apr 2025. |

- 11 gennaio - Erchanbert, vescovo tedesco
- 11 luglio - Abbondio di Cordova, santo spagnolo
- Æthelweard dell'Anglia orientale, sovrano anglosassone
- Harald Klak, re norrena
- Horik I, re norreno
- Radelgardo di Benevento, principe longobardo
- Khalifa ibn Khayyat, storico arabo (n. 777)